# Wang Chunyu
Wang Chunyu (China, 17 de enero de 1995) es una atleta china especializada en la prueba de 800 m, en la que consiguió ser subcampeona mundial juvenil en 2011.

## Carrera deportiva
En el Campeonato Mundial Juvenil de Atletismo de 2011 ganó la medalla de plata en los 800 metros, con un tiempo de 2:03.23 segundos que fue su mejor marca personal, siendo superada por la estadounidense Ajee' Wilson y por delante de la británica Jessica Judd.